# One song
『One song』（ワン・ソング）は、日本のシンガーソングライター・川嶋あいの6枚目のオリジナルアルバム。2013年6月26日にTSUBASA RECORDS（販売元はソニー・ミュージックディストリビューション）からリリースされた。

## 解説
オリジナルアルバムとしては、『24/24』以来およそ3年ぶりの新作。著書『12個の物語』と同時発売。
先行シングル「YES/NO／T」収録曲など、全13曲を収録。
アルバムは初回生産限定盤と通常盤の2形態でリリース。初回生産限定盤には、「YES/NO」の別バージョンPVや、ライブ映像等が収録されたDVDが付属する。

## 収録曲
| 全作詞・作曲: 川嶋あい（#9のみ作曲：nao）。 |                                                              |                               |                               |                            |      |
| #                                           | タイトル                                                     | 作詞                          | 作曲・編曲                    | 備考                       | 時間 |
| 1.                                          | 「YES/NO」(映画 『YES/NO イエス・ノー』日本版イメージソング) | 川嶋あい（#9のみ作曲： nao ） | 川嶋あい（#9のみ作曲： nao ） | 21stシングル（両A面1曲目） | 5:10 |
| 2.                                          | 「レモン」                                                   | 川嶋あい（#9のみ作曲： nao ） | 川嶋あい（#9のみ作曲： nao ） |                            | 4:58 |
| 3.                                          | 「I Remember feat. Joe Sample」                              | 川嶋あい（#9のみ作曲： nao ） | 川嶋あい（#9のみ作曲： nao ） | 20thシングル               | 4:43 |
| 4.                                          | 「Everyday」                                                 | 川嶋あい（#9のみ作曲： nao ） | 川嶋あい（#9のみ作曲： nao ） |                            | 5:05 |
| 5.                                          | 「ジャングル」                                               | 川嶋あい（#9のみ作曲： nao ） | 川嶋あい（#9のみ作曲： nao ） |                            | 3:49 |
| 6.                                          | 「Hello」                                                    | 川嶋あい（#9のみ作曲： nao ） | 川嶋あい（#9のみ作曲： nao ） |                            | 4:32 |
| 7.                                          | 「Spice」                                                    | 川嶋あい（#9のみ作曲： nao ） | 川嶋あい（#9のみ作曲： nao ） |                            | 5:14 |
| 8.                                          | 「奇跡をあなたと」                                           | 川嶋あい（#9のみ作曲： nao ） | 川嶋あい（#9のみ作曲： nao ） |                            | 5:04 |
| 9.                                          | 「T」                                                        | 川嶋あい（#9のみ作曲： nao ） | 川嶋あい（#9のみ作曲： nao ） | 21stシングル（両A面2曲目） | 5:18 |
| 10.                                         | 「サヨナラ」                                                 | 川嶋あい（#9のみ作曲： nao ） | 川嶋あい（#9のみ作曲： nao ） |                            | 4:00 |
| 11.                                         | 「鐘」                                                       | 川嶋あい（#9のみ作曲： nao ） | 川嶋あい（#9のみ作曲： nao ） |                            | 5:42 |
| 12.                                         | 「Don Don」                                                  | 川嶋あい（#9のみ作曲： nao ） | 川嶋あい（#9のみ作曲： nao ） |                            | 4:40 |
| 13.                                         | 「…Another road」                                            | 川嶋あい（#9のみ作曲： nao ） | 川嶋あい（#9のみ作曲： nao ） |                            | 5:12 |
| 合計時間:                                   | 合計時間:                                                    | 合計時間:                     | 63:33                         |                            |      |

| #  | タイトル                                                           | 作詞 | 作曲・編曲 |
| -- | ------------------------------------------------------------------ | ---- | ---------- |
| 1. | 「YES/NO」(Music Video another ver.)                               |      |            |
| 2. | 「デビュー10周年記念 ロングインタビュー」                          |      |            |
| 3. | 「路上10周年記念ライブ「The Starting Point」全曲ダイジェスト映像」 |      |            |

## 曲解説
シングル曲については各シングル記事を参照。
ジャングル
2012年8月20日の渋谷公会堂ライブで初披露された。
鐘
叫びのような感情を描写したロック・バラード。